# Juan I de Baviera
Juan I de Baviera  llamado el niño (29 de noviembre de 1329, 21 de diciembre de 1340 en Landshut) gobernó después de la muerte de su padre Enrique XIV de Baviera un año, desde 1339 a 1340 el ducado de la Baja Baviera.
Juan fue el único hijo de Enrique XIV, duque de la Baja Baviera y Margarita de Bohemia, hija del rey Juan I de Bohemia.
En 1335, siendo un niño, fue prometido con Isabel, la hija del rey polaco Casimiro III de Polonia. Este y un compromiso mayor con una hija de Rodolfo II del Palatinado se disolvieron y el 18 de abril de 1339 Juan se casó en Múnich con Ana, la hija de Luis IV de Baviera. El matrimonio fue un tratado de paz entre Enrique XIV de Baja Baviera y Luis IV de Baviera.
Cuando el duque Enrique murió en septiembre de 1339, Luis se hizo cargo de la custodia de su hijo.
Después de la muerte de Juan a la edad de once años, el ducado de la Baja Baviera pasó a Luis IV de Baviera, que luego reunió el ducado de Baviera en enero de 1341.
Juan el Niño fue enterrado en la Abadía de Seligenthal.